# Neophisis longiplata
Neophisis longiplata är en insektsart som beskrevs av Jin, Xingbao 1992. Neophisis longiplata ingår i släktet Neophisis och familjen vårtbitare. Inga underarter finns listade i Catalogue of Life.